# Masakazu Katsura
Masakazu Katsura (桂 正和?, Katsura Masakazu; Fukui, 10 dicembre 1962) è un fumettista e character designer giapponese.

## Biografia
Si diletta fin da piccolo nell'arte del fumetto e, ancora liceale, partecipa al prestigioso concorso Tezuka (importantissimo evento annuale dedicato a Osamu Tezuka) con la storia breve Tenkousei wa Hensousei classificandosi al secondo posto. Tale piazzamento gli vale, oltre al premio in denaro, anche la pubblicazione dell'opera in concorso sul settimanale Shōnen Jump n. 32 del 1981.
Masakazu Katsura seguita a produrre manga brevi fino al 1983 quando, all'età di 21 anni, inizia a disegnare Wingman su commissione della casa editrice Shūeisha. L'opera viene inaspettatamente accolta con entusiasmo dal pubblico nipponico tanto che nel 1984 la Toei Animation ne realizza l'anime facendo conoscere l'autore anche oltreoceano dove l'opera di animazione di Wingman viene recepita con favore.
Negli anni successivi pubblica svariati manga brevi e due opere serializzate: nel 1985 Vander, conosciuto anche con il nome di Choki doin Vander in due tankōbon e, nel 1987, il più famoso Present from LEMON in due tankobon.
Nel 1989 pubblica Video Girl Ai, il suo lavoro più famoso, grazie ai disegni curati, all'attenzione per i particolari, alla regia delle immagini e, soprattutto, alla doppia chiave di lettura, in ragione della quale Katsura dimostra di saper strumentalizzare l'apparente leggerezza grafico-narrativa, utilizzandola come un duttile strumento e trasformandola in un inconsapevole vettore attraverso il quale egli induce anche il lettore più refrattario a una profonda analisi dei valori umani di amicizia, amore e fraternità, valori che permeano l'intera opera trascendendone ampiamente l'apparenza.
Tra il 1993 e il 1994, partecipa a un ambizioso progetto di animazione in qualità di character designer per la produzione dell'OAV intitolato I.R.I.A. Zeiram the Animation, tratto da un film cult giapponese intitolato Zeiram nel quale anche lo stesso Katsura fa una breve apparizione nel ruolo di un semplice passante. Nello stesso periodo conclude DNA² e successivamente produce Shadow Lady, I"s e Zetman e i manga brevi Zetman (ed. pilota del 1994), Shadow Lady Short, M - Emu e Dr. Chambelee.
Dal 1990 in poi decide di cimentarsi anche nell'illustrazione, trovandola un'arte estremamente stimolante e, nell'ambito di questo progetto, realizza 4C: un'intera opera incentrata sull'illustrazione distribuita su ben tre volumi di grande formato (A4) intitolati L-Side, R-Side e Shadow Lady (quest'ultimo per non essere confuso con l'omonimo manga viene informalmente denominato Shadow Lady Color) nei quali sperimenta le più disparate tecniche di inchiostratura.
Nel 1999 partecipa, con Akira Toriyama e Ajime Sorayama, alla realizzazione di un nuovo volume di illustrazioni dal contenuto misuratamente erotico intitolato Bitch's Life. In quest'ultima produzione il maestro propone al pubblico un'opera breve intitolata A Virgin. La maturazione in questo campo troverà giusta e più pertinente realizzazione, a partire dal 2002, con lo sviluppo di un'opera serializzata dedicata a Zetman: un personaggio che più volte Katsura ha dichiarato di avere a cuore. L'opera a tutt'oggi in corso di produzione è, infatti, l'evoluzione serializzata di cui il già citato Zetman si è fatto precursore. Per distinguerlo dal manga pilota autoconclusivo la nuova produzione viene informalmente denominata Zetman, la cui cadenza di edizione è di due tankobon annuali. Il nuovo protagonista di Zetman, Jin Kurono, non ricalca né sviluppa le gesta del suo predecessore pur avendone ereditato il nome e l'ispirazione.
Insieme alla citata produzione è da menzionare la pubblicazione, interamente rivisitata, dell'intera opera serializzata I"s, conclusasi il 19 maggio 2006, per la quale, nell'occasione, sono state re-illustrate da Katsura le copertine dei volumi;
il 26 maggio 2006, grazie al lavoro sinergico dell'autore con lo studio di animazione ARMS e artisti come Phosphorus Grommet, Ryiuko Shirai, Tetsuya Oishi, Yukio Konishi Kaori giunge a conclusione anche l'acclamata trasposizione del medesimo manga in un anime intitolato I"s Pure e distribuito da Liverpool Ltd.

## Opere

### Manga
- Tsubasa Wings (1980)
- Tenkousei wa Hensousei (1981)
- Gakuen Buntai 3 Paro Kan (1981)
- Gakuen Buntai 3 Paro Kan 2 (1981)
- Natsu no Suzumi! (1982)
- Aki no Suzumi! (1982)
- Wingman (1983)
- Choki doin Vander (1985)
- Voguman (1985)
- Suzakaze no Pantenon (1986)
- Kana (1986)
- Present from LEMON (1987)
- Chiisana Akari (1988)
- Etranze (1988)
- Masakazu Katsura Collection (1990)
- Shin No Shin (Ai to nikusimi no time) (1989)
- Video Girl (Denei Shōjo Haruno) (1989)
- Video Girl Ai (Denei Shōjo Ai) (1989)
- Video Girl Len (Denei Shōjo Len) (1992)
- Shadow Lady Color (1993)
- Otoko no naka no onna (1993)
- DNA² (Dokokade Nakushita Aitsuno Aitsu) (1993)
- Zetman (1994)
- Shadow Lady Short (1995)
- Shadow Lady (1995-1996)
- M-emu (1996)
- I"s (1997-1999)
- 4C (1998)
- A Virgin (in Bitch's Life Illustration File) (2000)
- Dr. Chanbelee (2001)
- Zetman (2003)
- Sachie-chan's goo! - con Akira Toriyama (2008)
- Jiya - con Akira Toriyama (2009)

### Anime
- Wingman (1984), OAV
- Video Girl Ai (1992), OAV
- I.R.I.A - Zeiram the Animation (1994), OAV
- DNA² (1995), OAV
- I"s Un'altra storia estiva (Versione Hmp) (2002), OAV
- I"s Pure (Versione Liverpool) (2005), OAV
- Tiger & Bunny (2011), serie TV
- Akanesasu shōjo (2015), serie TV
- Garo: Guren no tsuki (2015), serie TV
- Double Decker! Doug & Kirill (2018), serie TV

### Altre opere
- Devilman Illustrations (1999), artbook
- Love & Destroy (1999), videogioco
- Bitch's Life Illustration File (2000), artbook
- I"s (2006), videogioco
- Astral Chain (2019), videogioco